# Тежишна дуж
Тежишна дуж је права линија која спаја једно теме троугла са тачком на средишту наспрамне странице (странице која се налази супротно од тог темена). Сваки троугао има три ове дужи. У пресеку ових дужи се налази тачка која представља тежиште.
Дужина дела тежишне дужи од тежишта до темена два пута је већа од дужине дела исте тежишне дужи од тежишта до средишта наспрамне странице.
У зависности од облика троугла (правоугли, једнакостранични, једнакокраки,...) тежиште може представљати центар уписаног или описаног круга.